# Leucocoryne lurida
Leucocoryne lurida är en amaryllisväxtart som beskrevs av Pierfelice Ravenna. Leucocoryne lurida ingår i släktet Leucocoryne och familjen amaryllisväxter. Inga underarter finns listade i Catalogue of Life.